# Дьюї (Оклахома)
Дьюї (англ. Dewey) — місто (англ. city) в США, в окрузі Вашингтон штату Оклахома. Населення — 3372 особи (2020).

## Географія
Дьюї розташоване за координатами 36°47′29″ пн. ш. 95°55′58″ зх. д. / 36.79139° пн. ш. 95.93278° зх. д. (36.791327, -95.932725).  За даними Бюро перепису населення США в 2010 році місто мало площу 7,35 км², уся площа — суходіл.

## Демографія
Згідно з переписом 2010 року, у місті мешкали 3432 особи в 1353 домогосподарствах у складі 879 родин. Густота населення становила 467 осіб/км².  Було 1546 помешкань (210/км²).
Расовий склад населення:
| - 75,4 % — білих - 14,1 % — корінних американців - 1,9 % — чорних або афроамериканців - 0,1 % — азіатів - 1,5 % — осіб інших рас |

До двох чи більше рас належало 6,9 %. Частка іспаномовних становила 4,3 % від усіх жителів.
За віковим діапазоном населення розподілялося таким чином: 26,3 % — особи молодші 18 років, 54,4 % — особи у віці 18—64 років, 19,3 % — особи у віці 65 років та старші. Медіана віку мешканця становила 38,4 року. На 100 осіб жіночої статі у місті припадало 89,8 чоловіків;  на 100 жінок у віці від 18 років та старших — 82,4 чоловіків також старших 18 років.
Середній дохід на одне домашнє господарство  становив 47 469 доларів США (медіана — 35 223), а середній дохід на одну сім'ю — 55 972 долари (медіана — 44 775). За межею бідності перебувало 14,5 % осіб, у тому числі 14,3 % дітей у віці до 18 років та 7,8 % осіб у віці 65 років та старших.
Цивільне працевлаштоване населення становило 1349 осіб. Основні галузі зайнятості: освіта, охорона здоров'я та соціальна допомога — 18,2 %, виробництво — 12,5 %, науковці, спеціалісти, менеджери — 9,8 %, мистецтво, розваги та відпочинок — 8,8 %.